# Ringelpiez (Luftfahrt)
Als Ringelpiez wird in der Fliegersprache eine Drehung des Flugzeugs um das äußere Ende einer der Tragflächen, verursacht durch einen Bodenkontakt während Start oder Landung, bezeichnet.

## Beschreibung
Der Ringelpiez wird durch eine Berührung eines Hindernisses oder des Bodens mit einer der beiden Tragflächen des Flugzeuges hervorgerufen. Aufgrund der Geschwindigkeit, mit der das Flugzeug startet oder landet, verbunden mit dem langen mechanischen Hebel, den die gebremste Tragfläche ausübt, gerät das Flugzeug nach der Berührung in eine unkontrollierte Drehbewegung. Dabei ist die Drehachse nicht entlang der Hochachse des Flugzeugs, da die ungebremste Tragfläche durch die Vorwärtsbewegung schneller angeströmt wird als die gebremste und so durch Auftriebskräfte einseitig angehoben wird. Im schlimmsten Fall kann das zum Überschlag des Flugzeuges führen.
Beim Ringelpiez wirken mechanische Kräfte auf die gesamte Struktur des Flugzeuges ein. Abhängig von der Geschwindigkeit, mit der die Tragfläche auf das Hindernis trifft, können Schäden bis zum Totalverlust entstehen. Ein typisches Schadensbild bei Segelflugzeugen ist eine durch Torsionskraft hinter den Tragflächen beschädigte oder abgedrehte Rumpfröhre.

## Praxis
Gelegentlich ist der Ringelpiez ein bewusstes Manöver des Piloten. Bei Militärflugzeugen während des Zweiten Weltkriegs und auch vereinzelt danach mit Zivilflugzeugen wurde er manchmal bewusst eingeleitet, um ein unmittelbar bevorstehendes Überrollen des Lande- oder Startbahnendes zu verhindern, z. B. bei einem späten Startabbruch. Diese Möglichkeit eines gewaltsamen Anhaltens kam besonders dann in Betracht, wenn hinter dem Bahnende ein steiler Abhang, ein Hügel oder Hindernisse erheblicher Größe gelegen waren. Ein Sachschaden bis hin zur irreparablen Beschädigung war meist die in Kauf genommene Folge.
Beim Segelfliegen kommt es vor, dass aufgrund mangelnder Thermik der Pilot eine Außenlandung, d. h. eine Landung außerhalb eines Flugplatzes, machen muss. Die Beschaffenheit des gewählten Landefeldes kann den Piloten beim Ausrollen zwingen, eine Tragfläche bewusst abzulegen, um eine Gefahrensituation (z. B. das Überrollen eines Entwässerungsgrabens), zu vermeiden. Hierbei wird ein eventueller Schaden am Flugzeug, der durch den Ringelpiez entstehen kann, in Kauf genommen, um insbesondere Personenschäden zu vermeiden.
Bei schweren Unfällen mit Segelflugzeugen ist der Ringelpiez eine anteilsmäßig häufige Unfallursache. Laut  Bundesstelle für Flugunfalluntersuchung (BFU) wurden für Segelflugzeuge und Reisemotorsegler in Deutschland im Jahr 2008 in Summe 82 „Unfälle und schwere Störungen“ gemeldet. Davon trat bei sieben Unfällen ein Ringelpiez auf, zwei Piloten wurden leicht verletzt. In allen Fällen wurden die Fluggeräte schwer beschädigt.